# Gemaal Schipholdijk
Het Gemaal Schipholdijk is een poldergemaal aan de westelijke rand van het Amsterdamse Bos.
In 1939 maakte de gemeente Amsterdam 75.000 gulden vrij voor een nieuw gemaal voor de Rietwijkeroorderpolder. Het oude voldeed niet meer en moest zodanig aangepast worden, dat het goedkoper was een nieuw gemaal te bouwen met machinistenwoning. De machinistenwoning werd aangelegd in het kader van de werkverschaffing. Het pompgebouw met installaties moest wachten omdat men niet eens kon worden over een installatie aangedreven door diesel of elektra.; het werd dat laatste. De bouwkosten werd daarmee extra verhoogd tot 122.000 gulden. Het geheel werd gebouwd onder toezicht van de Dienst der Publieke Werken onder leiding van Wichert Arend de Graaf.
Het gemaal is sinds 1941/1942 werkzaam en houdt de waterstand bij in het gebied van het Amsterdamse Bos (gebied rond Grote speelweide), maar voorheen ook van de Rietwijkeroordpolder. Het gemaal heeft een capaciteit van 104 m³ per minuut en is in eigendom van het Hoogheemraadschap van Rijnland. Het water wordt via een ondergrondse doorgang in de Nieuwe Meerlaan en Schipholdijk in de Ringvaart Haarlemmermeer gepompt. Anno 2022 worden de centrifugaalpompen aangedreven door elektromotoren, oorspronkelijk werd ook diesel gebruikt. De gehele installatie is in de jaren 2019 vernieuwd, waarbij er tevens een brug over de krooshekreiniger werd neergelegd.
De gevel aan de Nieuwe Meerlaan wordt opgesierd door een klein gevelsteentje. Het refereert aan de drooglegging van de Haarlemmermeer en is het Wapen van Waterschap Groot-Haarlemmermeer.

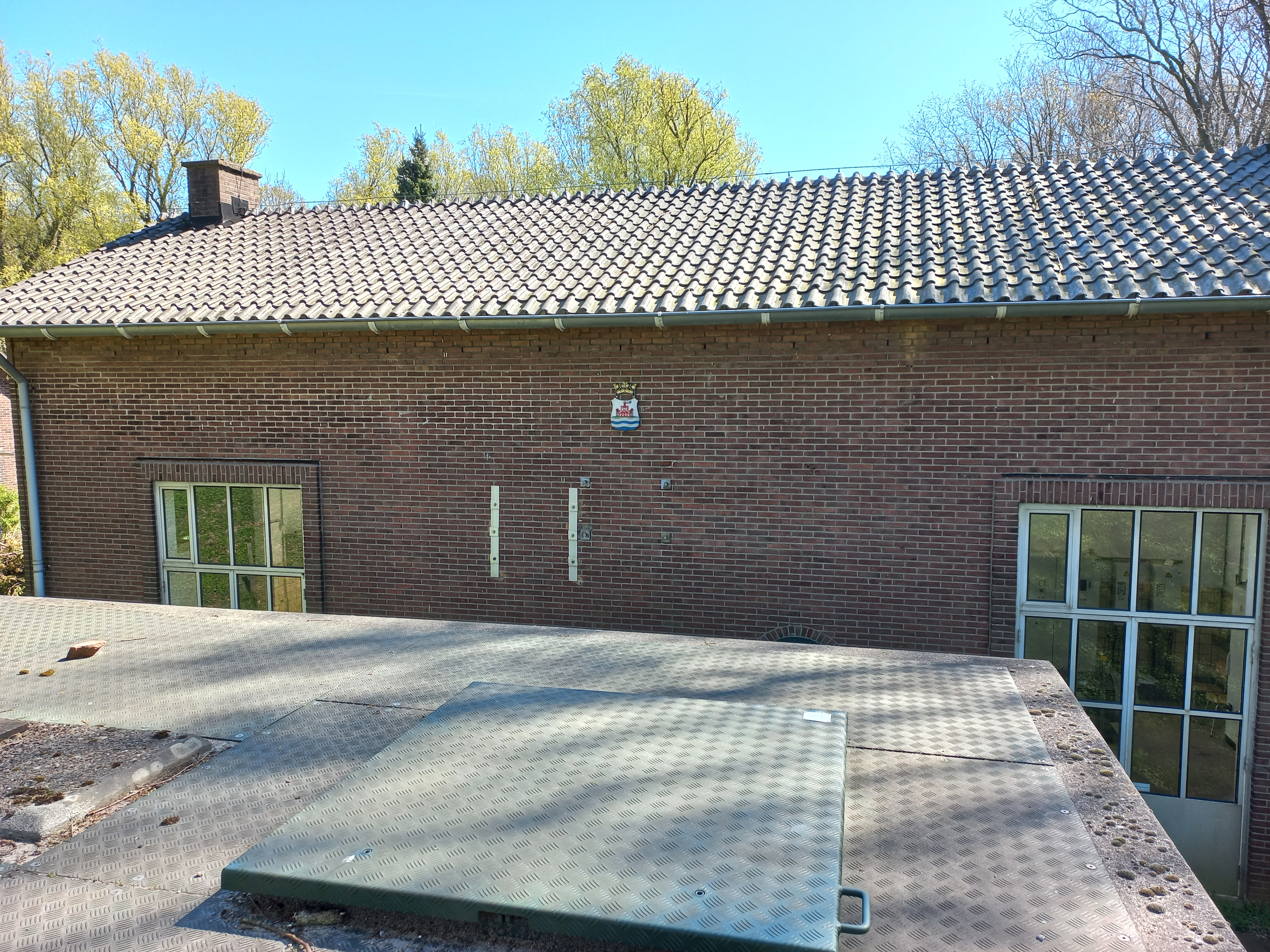
In het midden het wapen (april 2022)
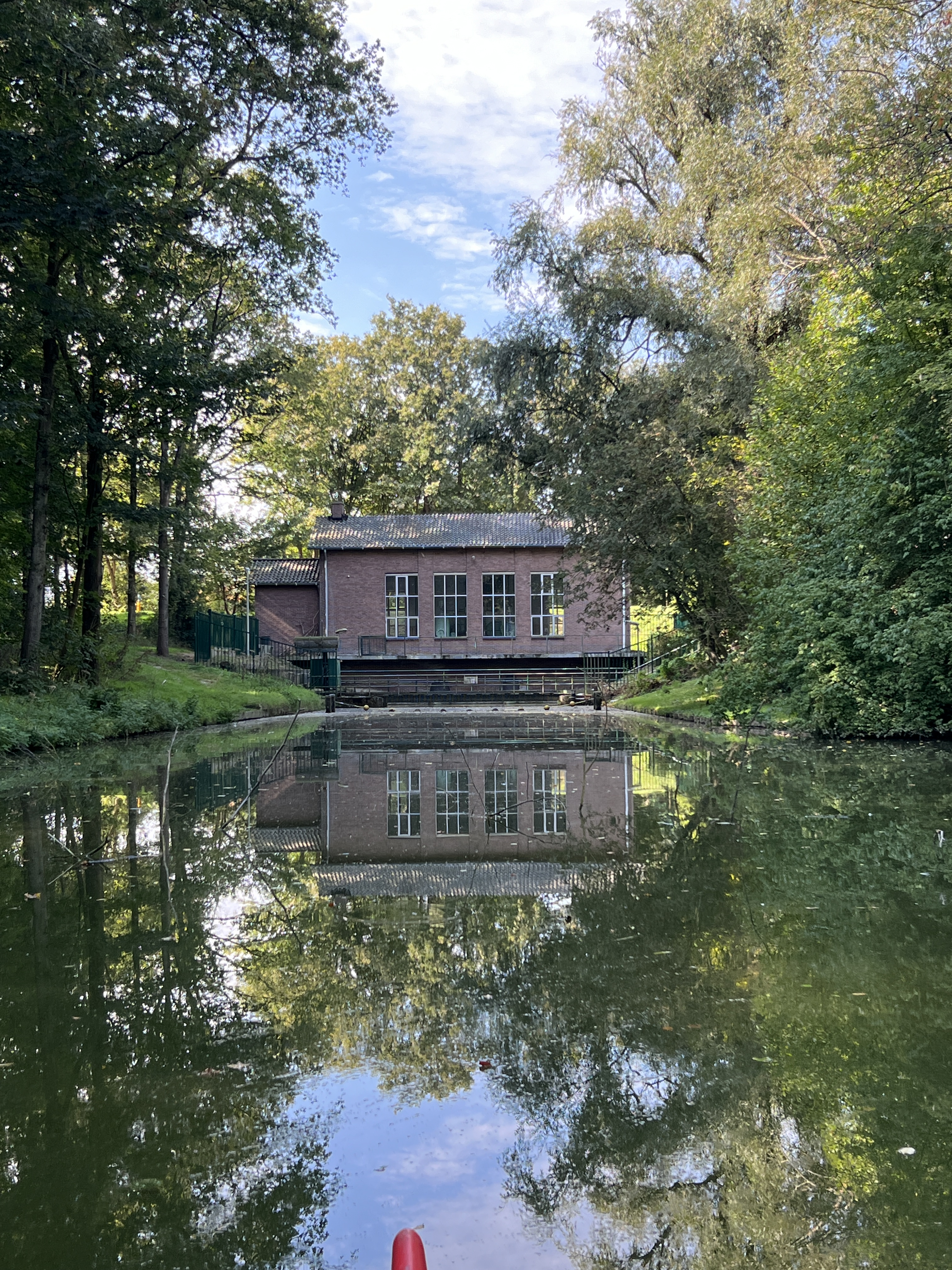
Het gemaal, gezien vanuit de Kromme Vaart in het bos (september 2024)